# Burg Stockem
Burg Stockem ist eine Burg in Eupen in der Deutschsprachigen Gemeinschaft von Ostbelgien. Ihre älteste überlieferte Erwähnung datiert aus der Mitte des 14. Jahrhunderts. Von dem derzeit noch sichtbaren Bestand ist der Bergfried aus dem Jahr 1502 der älteste erhalten gebliebene Gebäudetrakt, wogegen die Torburg mit dem westlichen Flankierungsturm aus dem 18. und der östliche Turm aus dem 19. Jahrhundert stammen und das Herrenhaus mit 1805 datiert ist. Im Jahr 1985 wurden Torburg und Hofbauten inklusive ihrer landschaftlichen Umgebung ebenso unter Denkmalschutz gestellt wie 1995 nachträglich noch der Bergfried. Die Gesamtanlage dient heutzutage als Wohnblock, wobei der Bergfried zwischenzeitlich bis 2013 Kunstwerke der Christian-Silvain-Stiftung beherbergte.
Unweit der Burg steht die Michaelskapelle, die 1727 von dem damaligen Burgherrn Graf Eugen Hoen von Cortils gestiftet wurde und zu der seit 1738 von der Pfarrkirche St. Nikolaus aus jährlich am Michaelistag, dem 29. September, eine kleine Bittprozession pilgert.

## Geschichte
Im Spätmittelalter war die Burganlage Stockem als Mittelpunkt der Grundherrschaft Stockem einer von drei Lathöfen, die unter der Leitung der Herzöge von Limburg standen und aus denen sich später die Stadt Eupen entwickelte. Auf der Burg Stockem saßen die „Herren von Stockem“, die erstmals 1172 urkundlich erwähnt wurden und mit Francon von Stockem, Sohn des Heinrich von Stockem, den letzten Besitzer aus dieser Familie auf dem Lathof stellten, der diesen um 1370 an Johann Haen van Berchem verkauft hatte. Die Tatsache, dass die Burganlage, zu der auch eine Bannmühle und ein Brauhaus sowie 150 Morgen Ackerland und 10 Morgen Wiese gehörten, weiterhin als Lehnsgut des Herzogtums Limburg geführt wurde, wird durch die Einträge der in den folgenden Jahrhunderten wechselnden Besitzern belegt, die mehrheitlich im Rang eines Marschalls oder Statthalters dort ihren Sitz hatten. Einer dieser Marschälle war Judokus von Beissel († 1514), Doktor beider Rechte, der den Neubau des Bergfrieds veranlasst hatte. Weitere Lehnsherren waren die Herren Heinrich von Ruyschenberg, Johann von Reimerstock, Johann von Groesbeek, Heinrich von Isendorp und schließlich Anfang des 17. Jahrhunderts Adolf von Mirvelt zusammen mit Friedrich von Gulpen, die am 5. Oktober 1612 die Anteile der Burg und der damit verbundenen Lehen hälftig unter sich aufgeteilt hatten.
Beide Hälften des Lehens blieben für lange Zeit getrennt und erst 1774 kamen beide nach ihrer Übernahme durch den Eupener Kaufmann Peter Vercken de Vreuschemen (1729–1799), den letzten Lehnsherrn, wieder in eine Hand. Nur vier Jahre später musste der neue Besitzer die Vorburg sowie den Wohntrakt, der diese mit dem Bergfried verband, komplett neu aufbauen, nachdem durch einen Brand alles völlig zerstört worden war. Sein Sohn, der Eupener Bürgermeister Nicolas Vercken de Vreuschemen (1758–1818), der das Anwesen geerbt hatte, ließ schließlich 1805 das neue Herrenhaus erbauen. Nach dem Tod des kinderlosen Vercken de Vreuschemen ging die Burg im Jahr 1819 an seine Verwandte Marie-Catherine Mostert (1753–1837), Witwe von Jakob-Michel von Grand Ry (1743–1798), und dessen Nachkommen über. Einige Jahre später erhielt die Burg Stockem mittels Kabinettsbefehl vom 27. März 1831 die Aufnahme in die Reihe der landtagsfähigen Rittergüter. Die letzte Erbin aus der Familie Grand Ry, Bertha von Grand Ry (1877–1957), brachte die Burg mit in ihre Ehe mit dem Bankdirektor Baron Paul Edler von Scheibler (1876–1962) ein, in dessen Familienbesitz sie noch bis in die 1960er-Jahre verblieb.
In der Folgezeit wechselten häufig die Besitzer, darunter auch für einige wenige Jahre die Stadt Eupen, die dort eine Jugendherberge unterbringen wollte, wozu es jedoch wegen Unrentabilität nicht gekommen war. Ebenso kam es immer wieder zu längeren Leerständen, was für den Erhalt der Bausubstanz nicht förderlich war und zu massiven Abnutzungserscheinungen bis hin zum teilweisen Verfall führte. Schließlich fanden 1996 umfangreiche Restaurierungs- und Sanierungsmaßnahmen statt, die das heutige Bild der Anlage bestimmen.

## Baucharakteristik

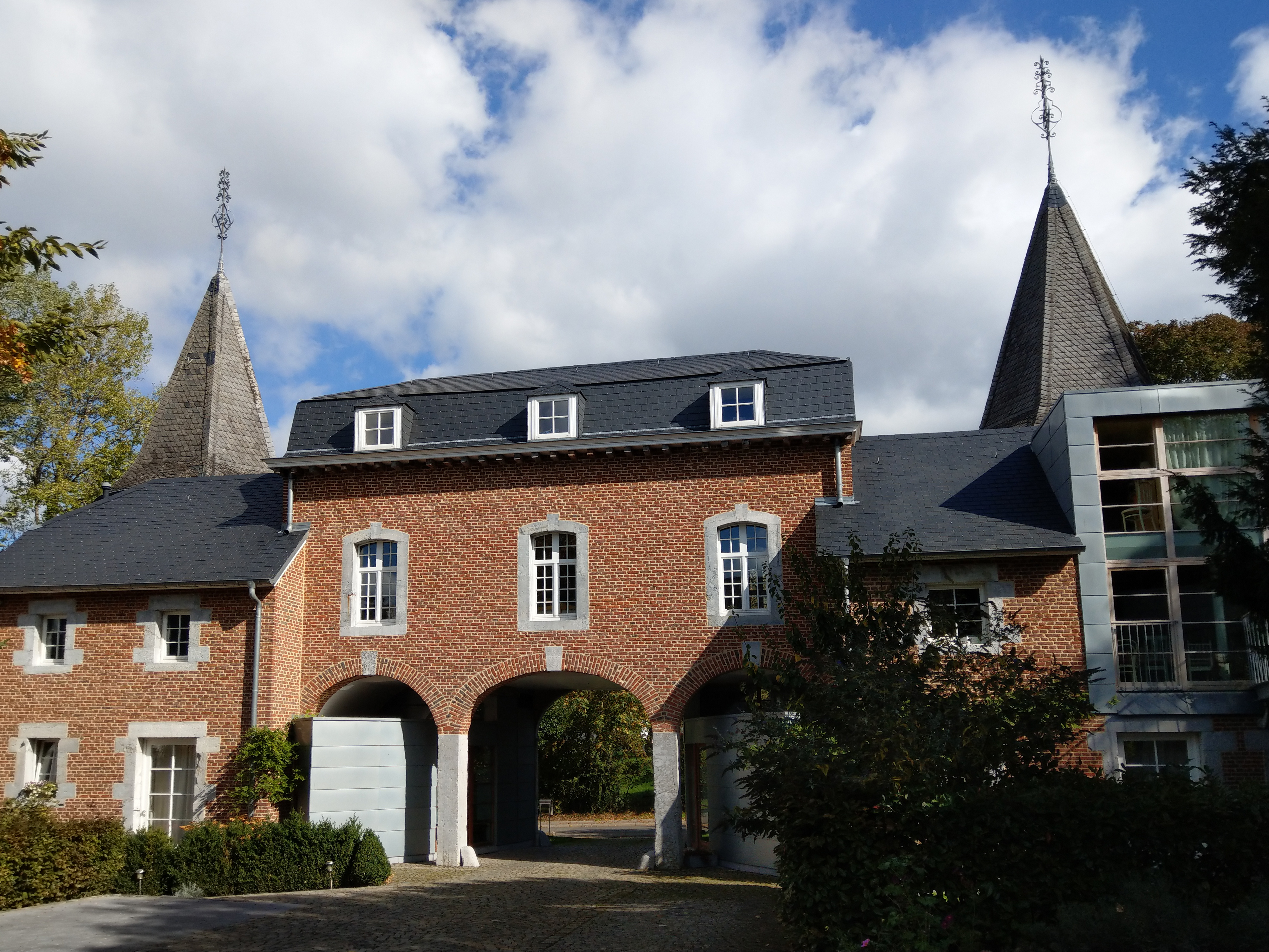
Rückseite Torburg

Markant zeigt sich der zur Straße verlaufende breite Nordflügel, bestehend aus dem eigentlichen Torgebäude aus dem Jahr 1778, das beidseitig von einem kleinen Verlängerungsanbau mit einem halb vorgesetzten runden Ziegelturm flankiert wird, was zur Bezeichnung dieses Traktes als Torburg führte. Das Torhaus selbst ist auf einem Blausteinsockel als dreiachsiger zweigeschossiger rötlicher Ziegelsteinbau aufgebaut, der mit einem hervorgehobenen Mittelrisalit mit kleinem Dreiecksgiebel und integriertem Giebelfenster betont und von einem abgewalmten mit Dachgauben bestücktem Mansarddach bedeckt wird. Die Achsengrenzen sind durch flache Blausteinbänder in gerader Schnittfolge gegliedert und nach oben durch ein profiliertes Blausteinband unter einem ebenfalls stark profilierten Gesims begrenzt. In der Mittelachse ist das große rundbogige Torportal eingelassen, das von Gewänden aus Blaustein eingerahmt und mit einem großen profilierten Keilstein versehen ist. In der oberen Etage zeigen sich je Achse ein hohes Stichbogenfenster mit Blausteingewänden und profilierten trapezförmigen Keilsteinen.
Die beiden seitlichen nüchtern wirkenden Verlängerungsbauten, östlich ein drei- und westlich ein zweiachsiger Anbau, sind straßenseitig bis auf kleine Dachgauben fensterlos und mit den hälftig aus der Fassade hervorstehenden Rundtürmen optisch verwachsen. Diese zeigen sich dreigeschossig mit kleinen symmetrisch verteilten Ziegelöffnungen und einem achtseitigen Spitzdach über Aufschieblingen. Die Verbindung zwischen dem westlichen Turm und dem dortigen westlichen Flügel wird durch eine kleine flachbogige Toreinfahrt hergestellt, die den seitlichen Durchgang zum Innenhof markiert und deren oberer Sturz mit einem trapezförmigen Keilstein versehen ist.
Die Rückfassade der Torburg wirkt völlig anders: die helle braunrote Ziegelsteinfassade verläuft über die gesamte Fassadenbreite inklusive der hier leicht vorstehenden seitlichen Anbauten, die ihrerseits mit einem einfachen Satteldach bedeckt sind. Bei dem westlichen Anbau blieben die beiden Achsen erhalten und beim östlichen wurden die beiden äußeren von den drei Achsen durch moderne Bauelemente ausgetauscht. Ebenso fällt das Erdgeschoss des Torhauses ins Auge, das sich durch drei rundbogige Torbögen mit eingebautem trapezförmigem Keilstein aus Blaustein auszeichnet, wobei jedoch nur der mittlere der Torbögen zur Durchfahrt vorgesehen ist und die beiden äußeren als Funktionsräume hergerichtet wurden. Die kurzen Rechteckfenster in der Fassade sind durch ihren geraden Sturz und durch ihre Gewände mit Quadern in Zahnschnittfolge gekennzeichnet.

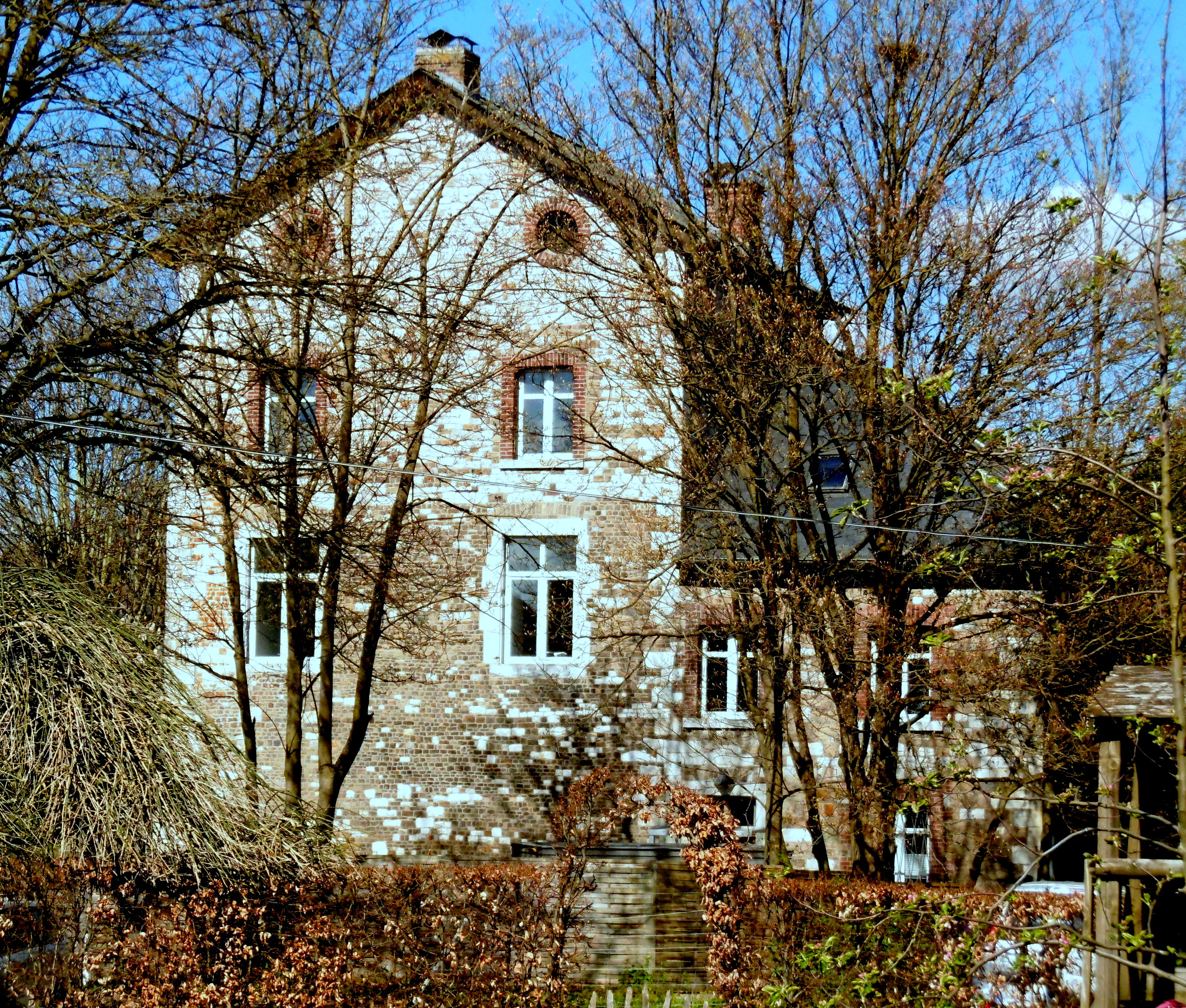
Bergfried

Die den Hof im Norden, Süden und Osten umgebenden Gebäude, darunter das Herrenhaus von 1805 wurden völlig verändert. Leicht verdeckt hinter dem südlichen Flügel ragt der immer noch massive und im Grundriss quadratische Bergfried aus dem Jahre 1502 hervor. Dieser wird flankiert von einem kleinen Anbau, in dem die ursprüngliche Tür des Bergfrieds eingelassen wurde. In der Vortreppe des Anbaus wurde ein von dem Herrenhaus stammender Blaustein mit der Inschrift: „R.N.V. / ANNO / MDCCCV“ (Nicolas Vercken, Anno 1805) eingelassen. Der einst annähernd doppelt so hohe Wohnturm weist heute nur noch drei Geschosse mit zwei breiten Achsen auf während die Mauern im Erdgeschoss eine Tiefe von rund 1,80 Metern besitzen. Unterhalb des Daches sind die Schiess- und Lichtschächte noch vorhanden. Ein weiterer in der Außenwand eingebauter Blaustein mit der Inschrift: „IUDOC BEUSSEL MARESCHALLUS LIMBURGIEME FF PRIIPATE PHILIPPO AV STO AXMDII“ (Jodokus Beissel, Marschall von Limburg, ließ mich errichten unter dem erhabenen Fürsten Philipp. Stockem im Jahre Christi 1502.) nimmt Bezug auf die Erbauung des Bergfrieds.